# Miloš Zličić
Miloš Zličić (in serbo Милош Зличић?; Novi Sad, 29 dicembre 1999) è un calciatore serbo, attaccante del Trajal Kruševac.

## Caratteristiche tecniche
È un centravanti.

## Carriera
Cresciuto nel settore giovanile del Vojvodina, debutta in prima squadra il 19 novembre 2016 in occasione del match di Superliga vinto 3-0 contro il Novi Pazar; gioca nel club biancorosso fino al 2018 dopodiché viene inizialmente ceduto in prestito nelle divisioni inferiori del calcio serbo a ČSK Čelarevo e Cement Beočin, poi a titolo definitivo all'Hajduk Kula. Dopo sei mesi al Bečej nel gennaio 2020 viene acquistato dal Bačka B. Palanka con cui al termine della stagione ottiene la promozione in massima divisione.

## Statistiche
Statistiche aggiornate al 12 febbraio 2021.

### Presenze e reti nei club
| Stagione        | Squadra          | Campionato      | Campionato | Campionato | Coppe nazionali | Coppe nazionali | Coppe nazionali | Coppe continentali | Coppe continentali | Coppe continentali | Altre coppe | Altre coppe | Altre coppe | Totale | Totale | Totale |
| Stagione        | Squadra          | Comp            | Pres       | Reti       | Comp            | Pres            | Reti            | Comp               | Pres               | Reti               | Comp        | Pres        | Reti        | Pres   | Reti   |        |
| --------------- | ---------------- | --------------- | ---------- | ---------- | --------------- | --------------- | --------------- | ------------------ | ------------------ | ------------------ | ----------- | ----------- | ----------- | ------ | ------ | ------ |
| 2016-2017       | Vojvodina        | SL              | 1          | 0          | CS              | 0               | 0               |                    | -                  | -                  |             | -           | -           | 1      | 0      |        |
| 2017-gen. 2018  | Vojvodina        | SL              | 4          | 0          | CS              | 0               | 0               |                    | -                  | -                  |             | -           | -           | 4      | 0      |        |
| gen.-giu. 2018  | ČSK Čelarevo     | 2L              | 7          | 0          | CS              | 0               | 0               |                    | -                  | -                  |             | -           | -           | 7      | 0      |        |
| 2018-gen. 2019  | Cement Beočin    | 3L              | 16         | 1          |                 | -               | -               |                    | -                  | -                  |             | -           | -           | 16     | 1      |        |
| gen.-giu. 2019  | Hajduk Kula      | 3L              | 12         | 3          |                 | -               | -               |                    | -                  | -                  |             | -           | -           | 12     | 3      |        |
| 2019-gen. 2020  | Bečej            | 3L              | 15         | 12         |                 | -               | -               |                    | -                  | -                  |             | -           | -           | 15     | 12     |        |
| gen.-giu. 2020  | Bačka B. Palanka | 2L              | 5          | 0          | CS              | 0               | 0               |                    | -                  | -                  |             | -           | -           | 5      | 0      |        |
| 2020-2021       | Bačka B. Palanka | SL              | 20         | 3          | CS              | 1               | 0               |                    | -                  | -                  |             | -           | -           | 21     | 3      |        |
| Totale carriera | Totale carriera  | Totale carriera | 80         | 19         |                 | 1               | 0               |                    | -                  | -                  |             | -           | -           | 81     | 19     |        |